# SHINee WORLD
《SHINee The 1st CONCERT - SHINee WORLD》는 대한민국의 보이 그룹 샤이니의 첫 번째 콘서트 투어이다.

## 개요
2010년 10월 25일, SM 엔터테인먼트는 공식 홈페이지를 통해 샤이니의 첫 번째 콘서트 일정을 공개하였다. 당초 KBS 88체육관에서 개최될 예정이었으나 팬덤 규모를 고려하여 올림픽공원 체조경기장으로 변경하였으며 일정도 이듬해 1월 1일 ~ 2일로 연기하였고 11월 30일에 G마켓을 통해 예매를 시작하였다. 이로서 2011년 새해 첫 스타트를 콘서트로 열게 된 샤이니의 첫 콘서트를 팬덤 사이에서는 떡국콘으로도 불리고 있는 데 이를 기점으로 팬덤 사이에서 매년 열리는 콘서트마다 저마다의 명칭을 짓는 전통이 이어지게 된다.

## 특이사항

### 종현의 부상
콘서트를 앞두고 멤버 종현이 인도네시아 자카르타에서 개최된 '한국·인도네시아 우정콘서트' 공연 후 무대에 내려올 당시 인파가 한꺼번에 몰리면서 몸이 밀려, 그 과정에서 왼쪽 발목을 삐끗하는 부상을 당했다. 이로 인해 콘서트에는 참석하였으나 퍼포먼스 무대에는 함께 하지 못했으며 향후 EXO-M의 멤버 레이로 활동하게 되는 연습생 장이씽이 종현의 안무 동선을 대체할 보조 댄서로 나섰다. 종현은 서울 공연 1일 차인 1월 1일 공연에서의 클로징 멘트 중 북받친 감정에 눈물을 흘려 보는 이들을 숙연케하기도 했다.
이후 7월 16일 가졌던 타이베이 공연에서부터 안무 대열에 합류하였다.

## 투어 일정
| 날짜                   | 도시     | 국가     | 장소                         | 관객 동원     |
| ---------------------- | -------- | -------- | ---------------------------- | ------------- |
| 2010년 12월 26일 (1회) | 도쿄     | 일본     | 국립 요요기 경기장 제1체육관 | 통산 26,000명 |
| 2010년 12월 26일 (2회) | 도쿄     | 일본     | 국립 요요기 경기장 제1체육관 | 통산 26,000명 |
| 2011년 1월 1일         | 서울     | 대한민국 | 올림픽체조경기장             | 통산 24,000명 |
| 2011년 1월 2일         | 서울     | 대한민국 | 올림픽체조경기장             | 통산 24,000명 |
| 2011년 7월 16일        | 타이베이 | 대만     | 타이베이 아레나              | 10,000명      |
| 2011년 8월 20일        | 난징     | 중국     | 난징 올림픽 스포츠 센터      | 13,000명      |
| 2011년 9월 10일        | 싱가포르 | 싱가포르 | 싱가포르 인도어 스타디움     | 10,000명      |
| 2011년 10월 27일       | 나고야   | 일본     | 니혼 가이시 홀               | 10,000명      |
| 2011년 11월 24일       | 오사카   | 일본     | 오사카 성 홀                 | 통산 22,000명 |
| 2011년 11월 25일       | 오사카   | 일본     | 오사카 성 홀                 | 통산 22,000명 |

## 세트 리스트
- Opening VCR (Into the SHINee WORLD) -
- The SHINee World (Doo-Bop)_SHINee WORLD I Ver.
- 세뇨리따 (Senorita)
- Get Down
- 아.미.고 (Amigo)_SHINee WORLD I Ver.
- 줄리엣 (Juliette)

- VCR #2 -
- Hello

- Ment -
- Your Name
- Stand By Me일본 지역 한정 일본어
- 사.계.후 (Love Still Goes On)

- VCR #3 -
- 종현 국가별 솔로곡

1. Girls[10]동경, 서울
2. 交錯的愛 (Feat. 장리인)대북, 남경
3. This Woman's Work[11]싱가포르
4. 僕は君に恋をする (나는 당신을 사랑한다)나고야, 대판[12]

- 소년, 소녀를 만나다 (Romeo + Juliette) (태민 Solo)
- OMG[13](민호 Solo, Feat. 사이먼 도미닉서울 2일 차 한정)
- My First Kiss[14](Key Solo, With 크리스탈동경, 서울, 태민대북, 남경, 싱가포르, 나고야, 대판)
- A-Yo

- VCR #4 -
- 너 아니면 안 되는 걸 (ROMANTIC)
- 욕 (慾) (Obsession)
- 화장을 하고 (Graze)

- VCR #5 -
- 누난 너무 예뻐 (Replay)
- 산소 같은 너 (Love like Oxygen)

- VCR #6 -
- 화살 (Quasimodo)
- Life
- 공주는 잠 못 이루고 (Nessun Dorma)[15](온유 Solo)
- 섬집 아기

- VCR #7 -
- Ring Ding Dong_SHINee WORLD I Ver.
- Up & Down
- Ready Or Not
- Lucifer_SHINee WORLD I Ver.

- Encore -
- JoJo
- 보디가드 (Bodyguard)_SHINee WORLD I Ver.

- Ment -
- 하나 (One)

## 취소된 일정
| 날짜             | 도시 | 국가     | 장소          | 비고                     |
| ---------------- | ---- | -------- | ------------- | ------------------------ |
| 2010년 12월 18일 | 서울 | 대한민국 | KBS스포츠월드 | 팬덤 내 공연장 교체 요청 |
| 2010년 12월 19일 | 서울 | 대한민국 | KBS스포츠월드 | 팬덤 내 공연장 교체 요청 |

## 게스트
| 일정             | 게스트                  |
| ---------------- | ----------------------- |
| 2010년 12월 26일 | 크리스탈                |
| 2011년 1월 1일   | 크리스탈                |
| 2011년 1월 2일   | 크리스탈, 사이먼 도미닉 |
| 2011년 7월 16일  | 장리인                  |
| 2011년 8월 20일  | 장리인                  |

## 관련 디스코그래피

### 포토북
| 종류   | 포토북 정보                                                                                |
| ------ | ------------------------------------------------------------------------------------------ |
| 포토북 | SHINee THE 1ST CONCERT PHOTOBOOK 《SHINee WORLD》 CONCERT BOOK - 발매일 : 2011년 11월 26일 |

### CD
| 종류       | 앨범 정보                                                         |
| ---------- | ----------------------------------------------------------------- |
| 라이브앨범 | SHINEE THE 1ST CONCERT 《SHINEE WORLD》 - 발매일 : 2012년 2월 1일 |

### DVD
| 종류 | DVD 정보                                                              |
| ---- | --------------------------------------------------------------------- |
| DVD  | SHINEE THE 1ST CONCERT 《SHINEE WORLD》 DVD - 발매일 : 2012년 8월 8일 |

## 제작
- 샤이니 (온유, 종현, Key, 민호, 태민)
- 주최 : SM 엔터테인먼트
- 주관 : 드림메이커, 드림시큐리티
- 후원 : G마켓